# 2010年バンクーバーオリンピックのチェコ選手団
2010年バンクーバーオリンピックのチェコ選手団（2010ねんバンクーバーオリンピックのチェコせんしゅだん）は、2010年2月12日から2月28日までカナダのブリティッシュコロンビア州バンクーバー市で開催された2010年バンクーバーオリンピックのチェコ選手団、およびその競技結果。

## 概要
今大会は金メダル2個、銅メダル4個、計6個のメダルを獲得した。

## メダル
| メダル | 選手名                                                                  | 競技                   | 種目             |
| ------ | ----------------------------------------------------------------------- | ---------------------- | ---------------- |
| 金     | マルティナ・サーブリーコヴァー                                          | スピードスケート       | 女子3000m        |
| 金     | マルティナ・サーブリーコヴァー                                          | スピードスケート       | 女子5000m        |
| 銅     | サルカ・ザフロブスカ                                                    | アルペンスキー         | 女子回転         |
| 銅     | ルカシュ・バウアー                                                      | クロスカントリースキー | 男子15kmフリー   |
| 銅     | マルティン・ヤクス ルカシュ・バウアー イリ・マガル マルティン・コウカル | クロスカントリースキー | 男子4×10kmリレー |
| 銅     | マルティナ・サーブリーコヴァー                                          | スピードスケート       | 女子1500m        |